# كريستين بوير
كريستين بوير (بالفرنسية: Christine Boyer)‏ هي أرستقراطية فرنسية، ولدت في 3 يوليو 1771 في Saint-Maximin-la-Sainte-Baume ‏ في فرنسا، وتوفيت في 14 مايو 1800 في باريس في فرنسا.